# Kárpáti Endre
Kárpáti Endre, születési nevén Hauch Endre (Győr, 1840. november 11. – Győr, 1931. május 27.) tanár, felsőbb leányiskolai igazgató.

## Élete
Győrben született, ahol atyja (ki 1847-ben halt meg) jómódú hajós volt, édesanyja pedig az 1848-49. évi szabadságharc alatt teljesen elvesztette vagyonát. Kárpáti tanult az ottani alreáliskolában; 1854-ben a tanítóképzőbe iratkozott be és 1856 július végén megszerezte a tanképesítő oklevelet. Azután tanító és nevelő volt Rábapatonán, Gyirmóton, ahol 1857-58-ban Lippay Géza alispánnak nevelője volt, továbbá Tapolcán, Szolnokon és 1864-65-ben, Dunaföldváron. 1866-tól 1871-ig mint felsőbányai tanító működött. 
1870-ben részt vett az általános tanítógyűlésen. 1870. november 16-án Eötvös József miniszter Gmündbe küldte ki, hogy képzőintézeti tanárrá képezze ki magát. 1871. október 10-én kinevezték Iglóra segédtanárnak. Iglón léte alatt tanári vizsgálatot tett és 1872. október 7-én rendes tanárnak neveztetett ki. 1872-ben Hamburgban jelen volt a német egyetemes tanítógyűlésen. 1875. július 1-jén megszerezte a középiskolákra a szabadkézi rajztanításra képesítő oklevelet. 1876. július 28-án a győri tanítóképzőben nyert állomást. 
Az 1883-ban tartott képviseleti tanítói közgyűlésen ő is egyike volt a kormány által meghívottaknak és augusztus 16-án kinevezték a besztercebányai felsőbb leányiskola igazgatójának. 1885. július 24-én Lőcsére helyezték át és itt működött 1889-ig, mikor betegeskedése miatt nyugalmazták és ekkor Győrbe költözött. 
Magánszorgalomból sok mindent összetanult, ú. m. fényképészetet, könyvkötést, rajzolást, festést, állatkitömést, gyorsírást és a zenében is szerzett ügyességet. Hauch családi nevét 1866. február 4-én változtatta Kárpátira.
Pedagógiai cikkeket írt a Tanodai Lapokba (1860.), a Népiskolai lapokba (Szatmár, főmunkatársa volt és a gyakorlati részének rovatvezetője), a Népiskolába, a Népiskolai Tanügybe (Eger), a Lányok Lapj., A Népt. Lapj., a Kis Ujságba, a Hasznos Mulattatóba, a Győri Közlönybe, Nagybánya és Vidékébe (1881. Az írás története) sat.

## Munkái
- Vezérkönyv a népiskolai irálygyakorlatok kezelésében. Példatárral. Tanítók és tanítójelöltek számára. Pest, 1873
- Állatmúzeum. Utasítás a különféle állatoknak gyűjtemények számára való kitömésére és eltartására, valamint az állatok csontvázainak elkészítésére. Szamosujvár, 1874 (8 ábrával, 2. kiadás. Bpest, 1875)
- Írómester. Utasítás a szépírástanításban. Tanítók, tanítójelöltek sat. számára. A magyar és német írásbeli betűknek a szöveg közé nyomott ábráival. Szepes-Igló, 1875
- Emericzy Gézával együtt írták a következő műveket:
- Vezérkönyv a népiskolai számtanításban. Tanítók és tanítójelöltek számára. Uo. 1873-74. Két kötet. (2. átdolg. kiadás. Bpest, 1883-84. 3. átdolgozott kiadás. 1890., 4. k., 1897. Uo.)
- Számtani példatár. Bpest, 1873-77. Hat füzet. (A népiskola hat osztálya számára. I. 2. átnézett k 1881. 3., 1885., 4. k. 1887., 5. k. 1890. 6. k. 1894., II. átn. k. 181., 4. k. 1883. 5. k. 1884., 7. k. 1885., 8. k. 1887., 9. k. 1890. III. átn. k. 1881., 5. k. 1884., 7. 1887., 10. k. 1893., IV. 3. átn. k. 1882 4. k. 1884., 6. k. 1886., 8. k. 1888., 9. i. 1895. V. 2. átn. k. 1881., 3. k. 1885., VI. 2. átn. k. 1883., 4. k. 1890. Uo.)
- Vezérkönyv a népiskolai földrajz-tanításban, tanítók és tanítójelöltek számára. A m. kir. vallás és közokt. miniszter által koszorúzott pályamű. Uo. 1877 (2. kiadás Ugyan ott, 1888 Megjelent németül, szerbül és ruménul is ugyan ott. Ehhez: Eredménytár 2-ik kiadás, Uo. 1882. és Atlasz. Uo.)
- Gyakorlati méréstan. Különös tekintettel a föld- és magasságmérés és a vízszintezés egyszerűbb eseteire. főleg tanítóképezdék és tanítók számára. Győr, 1877. Ehhez Példatár. (2. jav. kiadás. Bpest, 1881)
- Vezérkönyv a népiskolai méréstan tanításához a mindennapi és ismétlő iskolák számára. Igló, 1877. és Bpest, 1882 (ehhez Példatár)
- Olvasókönyv a polgári és felsőbb leányiskolák I. és II. osztálya számára. Bpest, 1885, két rész

Szerkesztette a Győrvidéki Tanítóegylet Közlönyét hat évig; az Iskola után, erkölcsi elbeszélések a magyar ifjuság számára, Győr, 1893 (2. kiadás 1895. Uo.) és Madárdalok; Költemények a magyar ifjuság számára. Győr, 1893. 1891-től szerkesztette és kiadta az Őrangyal című képes gyermekújságot Győrött.

## Álnevei és jegyei
Faludy, Falusi János, Egy tanító, Endre bácsi, a+b és K. E.